# Sam Griffin
Samuel "Sam" Griffin (Fort Lauderdale, Florida; 26 de septiembre de 2001) es un baloncestista estadounidense que pertenece a la plantilla del Merkezefendi Belediyesi de la BSL turca. Con 1,91 metros de estatura, juega en la posición de base.

## Trayectoria deportiva

### Universidad
Jugó dos temporadas con los Texas-Arlington de la Universidad de Texas en Arlington, en las que promedió 11,2 puntos, 1,6 rebotes y 1,6 asistencias por partido. Tras esas dos temporadas, decidió entrar en el portal de transferencias de la NCAA, recalando en los Golden Hurricane de la Universidad de Tulsa. Allí disputó dos temporadas más, promediando 14,9 puntos y 2,2 rebotes por partido.
En 2023 fue nuevamente transferido, en esta ocasión a los Cowboys de la Universidad de Wyoming. Jugó una quinta temporada, en la que acabó promediando 16,9 puntos, 3,7 rebotes y 3,4 asistencias por partido, lo que hizo que fuera incluido por la prensa especializada en el tercer mejor quinteto de la Mountain West Conference. Se convirtió además en el sexto jugador de la historia de los Cowboys en alcanzar los 2000 puntos en toda su carrera universitaria, uniéndose a Flynn Robinson, Justin James, Hunter Maldonado, Brandon Ewing y Fennis Dembo.

### Profesional
Tras no ser elegido en el Draft de la NBA de 2024, el 26 de agosto firmó su primer contrato proferional con el GS Lavrio, de la A1 Ethniki griega. Promedió 13,4 puntos y 2,2 rebotes por partido, hasta que el 20 de marzo de 2025 dejó el equipo para firmar con el Covirán Granada de la Liga ACB.
El 3 de agosto de 2025 fichó por el Merkezefendi Belediyesi Denizli Basket de la Basketbol Süper Ligi (BSL) turca.